# Jerzy Sawicki (1922–2020)
Jerzy Sawicki (ur. 10 lipca 1922 w Warszawie, zm. w maju 2020 w Danii) – polski prawnik, dr hab., uczestnik powstania warszawskiego.

## Życiorys
W czasie II wojny światowej wziął udział w powstaniu warszawskim. Obronił pracę doktorską, następnie uzyskał stopień doktora habilitowanego. Został zatrudniony na stanowisku  wicedyrektora w Polskim Instytucie Spraw Międzynarodowych w Warszawie, oraz pracował na Uniwersytecie w Aarhus.